# Glamočani (Srbac)
Glamočani (szerbül: Гламочани), település Bosznia-Hercegovinában, Srbac községben, Bosanska krajina területén, a Szerb Köztársaságban. 

## Fekvése
Bosznia-Hercegovina északi részén, Banja Lukától légvonalban 37, közúton 41 km-re északkeletre, községközpontjától légvonalban 6, közúton 9 km-re délnyugatra, a Lijevče polje mezejének északi részén, az Orbász bal partján, 93-97 méteres tengerszint feletti magasságban található. A következő falvakkal határos: Bardač és Bajinci (északon), Dugi Polje és Gornji Kladari (nyugaton), Povelič és Prijeblje (keleten, az Orbász folyón túl), délen pedig keskeny határral érintkezik Razboj Lijevčanskival (más néven Mali Razbojjal). A település központjában híd ível át az Orbász-folyón. Glamočanitól északra folyik az Osorna-Borna-Lijevčanica csatorna.

## Népessége
| Nemzetiségi csoport | Népesség 1991 | Népesség 2013 |
| ------------------- | ------------- | ------------- |
| Szerb               | 589           | 565           |
| Bosnyák             | 2             | 0             |
| Horvát              | 4             | 2             |
| Jugoszláv           | 15            | 0             |
| Egyéb               | 5             | 10            |
| Összesen            | 615           | 577           |

## Története
A település 1878-ig tartozott az Oszmán Birodalomhoz, ekkor a berlini kongresszus határozata alapján az Osztrák-Magyar Monarchia része lett. 1879-ben az első osztrák-magyar népszámlálás során a Berbiri járáshoz tartozó településnek 26 háztartása és 152 ortodox lakosa volt. 1910-ben a Banja Luka-i járáshoz tartozó településen 82 háztartást, 498 ortodox lakost találtak. A monarchia szétesésével 1918-ban előbb a Szerb-Horvát-Szlovén Királyság, majd 1929-től a Jugoszláv Királyság része. Az 1929-es törvény értelmében, amikor Bosznia-Hercegovinát négy banovinára, Drinskára, Vrbaskára, Zetskára és Primorskára osztották, a település a Vrbaska banovina része lett, amelynek székhelye Banja Luka volt Jugoszlávia megszállása után a Független Horvát Állam (NDH) része lett. 1945. március 30. és április 7. között heves csata zajlott itt az NDH erői és a csetnik csapatok között. A horvát győzelemmel zárult csata során a szerbek vesztesége mintegy 3 ezer fő volt. A csata után az elfogott csetnikek nagy részét az ógradiskai usztasa táborba vitték, ahol többségük csatlakozott az NDH-hoz. A nagyszerb politika legnyilvánvalóbb támogatóinak mintegy 150 fős csoportját a csetnik vezérrel, Đurišić-tyal együtt az ógradiskai és a jasenovaci táborban végezték ki. A második világháború után a település a szocialista Jugoszláviához tartozott. A daytoni békeszerződést követő területfelosztásnál Srbac község részeként a Szerb Köztársaság területéhez került.

## Oktatás
A tanulók a Razboj Ljevčanski „Dositej Obradović” általános iskolába járnak.

## Kultúra
A „Mladost” Kulturális és Művészeti Egyesületet 2010. május 17-én alapították. A KUD Mladen Prodanović plébános kezdeményezésére jött létre. Az egyesület mintegy 80, minden korosztályból álló tagot tömörít. Két szekciója van a felnőtt és a gyermekcsoport. Az egyesület rövid fennállása alatt nagyszerű eredményeket ért el. Bekerült a boszniai Szerb Köztársaság 33 legjobb művészeti egyesülete közé. A kulturális és művészeti egyesület Bojan Dželajlija művészeti vezető vigyázó szeme mellett fejlődik. 

## Nevezetességei
- Az Úr Színeváltozása tiszteletére szentelt ortodox temploma a staparskai plébánia központi temploma. Ez az egyik legrégebbi templom ezen a területen. A közelében 2004-ben új templom épült, miközben a régi használatát csökkentették. A templom közvetlen közelében folyik az Orbász folyó. A templom több megszakítással 1864 és 1892 között épült. Építését Đurađ Drinić akkori pap kezdeményezte. A templom 1892. május 21-én készült el és Đorđe Nikolajević dabrobosani metropolita szentelte fel 1892. szeptember 6-án.

- Az új templomot ugyancsak Úr Színeváltozása tiszteletére szentelték. A régitől 150 méterre északnyugatra, az út túloldalán épült. Felszentelése 2004. május 23-án volt.[7]